# Ящірка скельна
Ящірка скельна (Darevskia saxicola) — представник роду скельних ящірок родини Ящіркові (Lacertidae).

## Опис
Порівняно невелика ящірка довжиною тулуба до 5,5—8 см, хвіст трохи більше, ніж у 2 рази довше. Спина дорослих самців трав'янисто-зелена, брудно-зелена, зеленувато-бура, рідше коричнево-бежева, а у самиць — піщана, коричнево-бура, коричнево-сіра або рідше зелена. Уздовж середини спини проходить смуга, утворена одинарним або здвоєними більш-менш великими, неправильної форми плямами і цятками, які утворюють іноді суцільний сітчастий візерунок. Смуги з боків утворені в тій чи іншій мірі поділеними темними плямами або колами зі світлими, а на рівні грудей, блакитними плямами. Зустрічаються особини, малюнок яких або окремі його елементи слабко виражені. Черево до коміра у самців навесні темно-помаранчевого, шафрано-жовтого, жовто-оранжевого або малиново-рожевого забарвлення. Самиці — жовтуваті, рудуваті або рожеві. У період парування крайні черевні щитки самців зазвичай стають блакитного або світло-синього кольору.
Голова помітно стиснута. Шов поміж лобоносовим і задньоносовим щитками не коротше шва між переднім й заднім носовими. Міжчщелепний щиток зазвичай не торкається лобоносового. Між верхнескронним й надочноямковим щитками є рядок з 3—24 зерняток. Перший верхньоскронний щиток помірно довгий, тупо обрізаний позаду. Центральноскронний щиток невеликий, середнього розміру або не виражений. Від першого верхньоскронного його відділено 2—4 невеликими щитками. Комір слабко зазубрений. По середній лінії горла тягнуться 20—35 лусочок. Луска тулуба гладенька. Навколо середини тулуба є 41—74 лусочки. Анальний щиток великий, попереду нього більш-менш симетрично розташовується 1, рідше 2 помітно збільшених преанальних. Навколо середини гомілки в одному рядку є 12—23 дрібних лусочок.

## Спосіб життя
Полюбляє гірські місцини. Живе, головним чином, на поверхні скель та різноманітних виходах твердих порід. Звичайна на кам'янистих схилах ущелин й серед нагромаджень великих каменів та брил по берегах річок. Рідше зустрічається на деревах у лісах, проникаючи сюди з довколишніх скельних виходів, а також на морському березі. Місцями звичайна в культурних ландшафтах, де заселяє стіни кам'яних будівель, огорожі, узбіччя гірських доріг і всілякі руїни. У горах зустрічається до висоти 3000 м, проникаючи в гірсько-степову, а місцями і в субальпійському зони. Як притулки використовує вузькі тріщини, щілини і розколини в скелях, простору між камінням і рідше — дупла дерев. Середня чисельність 80-100 особин на 1 км.
Активна з лютого-березня до вересня — листопада. На чорноморському узбережжі у теплу погоду зустрічається і взимку. Харчується двокрилими, прямокрилими, мурашками, метеликами, жуками, павуками, щипавками, рачками-бокоплавами, ягодами.
Це яйцекладні ящірки. Статева зрілість настає у віці 2 років. Парування починається через 3—4 тижні після пробудження. Відкладання яєць в залежності від висоти проживання у горах відбувається на початку — у середині червня, липні або напочатку серпня. У кладці 2—5, а у великих самок до 6 яєць розміром 6—8 х 12—16 мм. Молоді ящірки з'являються через 55—60 днів у середині липня, серпні або на початку вересня.

## Розповсюдження
Мешкає на Кавказі, у Туреччині, кавказькій частині Росії, південній Україні.